# ژانگ هائو
ژانگ هائو (چینی: 章昊; پین‌یین: Zhāng Hào; کره‌ای: 장하오؛ زادهٔ ۲۵ ژوئیه ۲۰۰۰) خواننده چینی ساکن کره جنوبی است که زیر نظر یه‌هوا انترتینمنت فعالیت می‌کند. او در ژوئیه ۲۰۲۳، در برنامه تلویزیونی واقع‌نمای بویز پلنت به جایگاه اول دست یافت و عضو گروه پسرانه زیروبیس‌وان شد. او به عنوان اولین خارجی که در برنامه واقع‌نمای رقابتی خوانندگی در کره جنوبی اول شده‌است، شناخته می‌شود.